# Geranium foreroi
Geranium foreroi är en näveväxtart som beskrevs av Carlos Aedo. Geranium foreroi ingår i släktet nävor, och familjen näveväxter. Inga underarter finns listade i Catalogue of Life.